# Polybotrya suberecta
Polybotrya suberecta är en träjonväxtart som först beskrevs av Bak., och fick sitt nu gällande namn av Carl Frederik Albert Christensen. Polybotrya suberecta ingår i släktet Polybotrya och familjen Dryopteridaceae. Inga underarter finns listade.